# Sedliště (district de Svitavy)
Pour les articles homonymes, voir Sedliště.
Sedliště (en allemand : Groß Sedlischt) est une commune du district de Svitavy, dans la région de Pardubice, en République tchèque. Sa population s'élevait à 230 habitants en 2024.

## Géographie
Sedliště est arrosé par la Jalovy potok et se trouve à 4 km au nord-ouest de Litomyšl, à 21 km au nord-ouest de Svitavy, à 39 km au sud-est de Pardubice et à 134 km à l'est de Prague.
La commune est limitée par Sloupnice au nord, par Litomyšl à l'est et au sud, et par Tržek au sud-ouest et par Bohuňovice au nord-ouest.

## Histoire
La première mention écrite du village date de 1508.

## Administration
La commune se compose de deux sections :
- Sedliště
- Vysoký Les

## Transports
Par la route, Sedliště se trouve à 6 km de Litomyšl, à 23 km de Svitavy, à 46 km de Pardubice et à 159 km de Prague. 